# Cadacross
Cadacross — финская фолк-метал-группа, основанная в 1997 году. Они объединились, чтобы играть агрессивный дэт-метал, однако не удовлетворившись своими демозаписями Power of the Night (1997) и Bloody Way (1998), стали отклоняться в сторону мелодичных пауэр-метала и фолк-метала. Таким образом, Cadacross, состоящий из вокалиста Georg Laakso, гитариста Tommi Saari, клавишника Mathias Nygård, басиста Jarkko Lemmetty и ударника Janne Salo, приступили к записи дебютного альбома So Pale Is the Light (2001). Однако, когда вокалист Georg Laakso сообщил своим коллегам по группе, что их следующий альбом должен ещё сильней отдалиться от дэт-метала, они покинули его. Невозмутимый Georg Laakso взял на себя должность гитариста и окружил себя новыми участниками: Sami Aarnio (вокал), Tino Ahola (гитара), Jukka-Pekka Miettinen (бас), Antti Ventola (клавишные), Nina Laakso (бэк-вокал) и Kimmo Miettinen (ударные). В таком составе они записали второй альбом Corona Borealis (2002). 28 октября 2005 года Georg Laakso попал в автокатастрофу, что привело к расформированию группы и завершению карьеры гитариста в Turisas. С тех пор Georg Laakso сочиняет музыку в своей домашней студии.

## Состав

### Текущий состав
- Sami Aarnio - вокал
- Georg Laakso - гитара/вокал
- Tino Ahola - гитара
- Jukka-Pekka Miettinen - бас
- Antti Ventola - клавишные
- Nina Laakso - бэк-вокал
- Kimmo Miettinen - ударные

### Бывшие участники
- Tommi Saari - гитара
- Jarkko Lemmetty - бас
- Mathias Nygård - клавишные
- Janne Salo - ударные

### Приглашённые музыканты (Corona Borealis)
- Riku Ylitalo - аккордеон
- Jari Mäenpää - гитара
- Jukka Salo - вокал

## Дискография

### Альбомы
- 2001 - So Pale Is the Light[3][4]
- 2002 - Corona Borealis

### Демозаписи
- Power of the Night (1997)
- Bloody Way (1998)